# Точка давления (фильм, 1962)
Эта статья об американском фильме 1962 года. О канадо-американском фильме 2001 года см. Точка давления (фильм, 2001).
«Точка давления» или «Болевая точка» (англ. Pressure Point) — кинофильм режиссёра Хьюберта Корнфилда, вышедший на экраны в 1962 году. Экранизация рассказа Роберта Линднера. Главные роли исполнили Сидни Пуатье и Бобби Дарин; последний за свою работу был номинирован на премию «Золотой глобус» за лучшую мужскую роль в драматическом фильме.

## Сюжет
Опытный чернокожий доктор-психиатр делится с молодым коллегой случаем из своей практики, серьёзно повлиявшим на него. В 1942 году, когда он работал тюремным врачом, доктор приступил к лечению пациента, страдавшего кошмарами и бессонницей. Тот попал в тюрьму за призывы к свержению государственного строя, который считал порабощённым евреями. Естественно, доктор-афроамериканец сразу же сталкивается с негативным отношением со стороны пациента-расиста и сам начинает чувствовать неприязнь к заключённому. Тем не менее, считая необходимым выполнить свой врачебный долг, врач приступает к лечению и погружается в прошлое пациента, стремясь найти источник его расистских взглядов...

## В ролях
- Сидни Пуатье — доктор
- Бобби Дарин — пациент
- Питер Фальк — молодой психиатр
- Карл Бентон Рид — главный врач
- Мэри Манди — владелица бара
- Говард Кейн — владелец таверны
- Гилберт Грин — отец-еврей
- Барри Гордон — пациент в детском возрасте
- Ричард Бакалян — Джимми
- Линн Лоринг — девушка-еврейка
- Энн Бартон — мать пациента
- Джеймс Андерсон — отец пациента
- Иветт Викерс — пьяная женщина (в титрах не указана)